# Пача
Пача (мађ. Pacsa) град је у западној Мађарској. Пача је град у оквиру жупаније Зала.
Град има 1.904 становника према подацима из 2001. године.

## Положај града
Град Пача се налази у западном делу Мађарске. Од престонице Будимпеште град је удаљен 190 километара западно.
Пача се налази у западном делу Панонске низије, у равничарском подручју. Надморска висина града је око 165 m.